# Hymenodria mediodentatat
Hymenodria mediodentatat är en fjärilsart som beskrevs av Barnes och Mcdunnough 1911. Hymenodria mediodentatat ingår i släktet Hymenodria och familjen mätare. Inga underarter finns listade i Catalogue of Life.